# 大鳶形二十四面體
在幾何學中，大鳶形二十四面體是一種星形二十四面體，由24個凹鳶形組成，其索引編號為DU17。大鳶形二十四面體的對偶多面體為非凸大斜方截半立方體。

## 性質
大鳶形二十四面體是一種星形多面體，由24個的凹鳶形組成，並具有面可遞（或稱等面）的特性，這意味著每個面皆全等，且這立體上的任意兩個面A和B，透過旋轉或鏡射這個立體，使A移動到B原來的位置時，其面仍然佔據了相同的空間區域。這個立體共有24個面﹑48條稜和26個頂點。在其26個頂點中，有8個是3個凹鳶形的公共頂點、另外18個是4個凹鳶形的公共頂點。

### 面的組成
大鳶形二十四面體由24個全等的凹鳶形（亦稱為鏢形或箭頭形）所組成：
| 大鳶形二十四面體的其中一面。 | 大鳶形二十四面體每面塗上不同顏色。 |

凹鳶形與鳶形同樣皆有兩組邊等長。若對應的對偶多面體邊長為單位長，則在與之對應的大鳶形二十四面體中，凹鳶形較長的一組邊邊長為：
{\displaystyle {\sqrt {2\left(2+{\sqrt {2}}\right)}}\approx 2.6131}單位
凹鳶形較短的一組邊邊長為：
{\displaystyle {\frac {2{\sqrt {10+{\sqrt {2}}}}}{7}}\approx 0.96528}單位

### 二面角
大鳶形二十四面體僅有一種二面角，其值為負的十七分之七減四根號二之反餘弦值：
{\displaystyle \cos ^{-1}\left(-{\frac {7-4{\sqrt {2}}}{17}}\right)\approx 94.5315^{\circ }}

### 尺寸
大鳶形二十四面體有兩種頂點，分別是8個3個凹鳶形的公共頂點和18個4個凹鳶形的公共頂點。這兩組頂點每組分別可以構成一個球。若對應的對偶多面體邊長為單位長，則在與之對應的大鳶形二十四面體中，由3個凹鳶形的公共頂點構成的球其半徑為：
{\displaystyle {\frac {4{\sqrt {3}}-{\sqrt {6}}}{7}}\approx 0.6398}單位
另一組頂點，由4個凹鳶形的公共頂點構成的球其半徑為二的平方根單位長：
{\displaystyle {\sqrt {2}}\approx 1.4142}單位

### 頂點座標
若一個大鳶形二十四面體其對應的對偶多面體非凸大斜方截半立方體的邊長為單位長，且幾何中心位於原點，此時對應的大鳶形二十四面體最短邊長為{\displaystyle {\tfrac {2{\sqrt {10+{\sqrt {2}}}}}{7}}}單位長，此時，大鳶形二十四面體的頂點座標為：
{\displaystyle \left(\pm {\sqrt {2}}\,,\quad 0\,,\quad 0\right)}、{\displaystyle \left(0\,,\quad \pm {\sqrt {2}}\,,\quad 0\right)}、{\displaystyle \left(0\,,\quad 0\,,\quad \pm {\sqrt {2}}\right)}
{\displaystyle \left(0\,,\quad \pm 1\,,\quad \pm 1\right)}、{\displaystyle \left(\pm 1\,,\quad 0\,,\quad \pm 1\right)}、{\displaystyle \left(\pm 1\,,\quad \pm 1\,,\quad 0\right)}
{\displaystyle \left(\pm {\frac {4-{\sqrt {2}}}{7}}\,,\quad \pm {\frac {4-{\sqrt {2}}}{7}}\,,\quad \pm {\frac {4-{\sqrt {2}}}{7}}\right)}

## 相關多面體與鑲嵌
大六角二十四面體與反平行四邊形二十四面體的幾何中心重合可以組成一個大鳶形二十四面體。
| 大六角二十四面體 | 反平行四邊形二十四面體 | 大鳶形二十四面體 |

## 外部連結
- 埃里克·韦斯坦因. . MathWorld.